# قافلة إبل

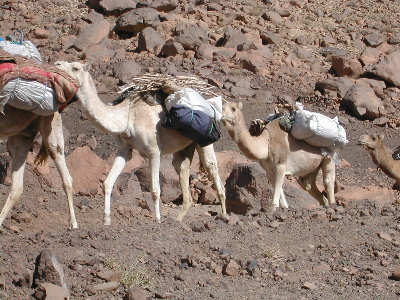
قافلة تنقل بضائع

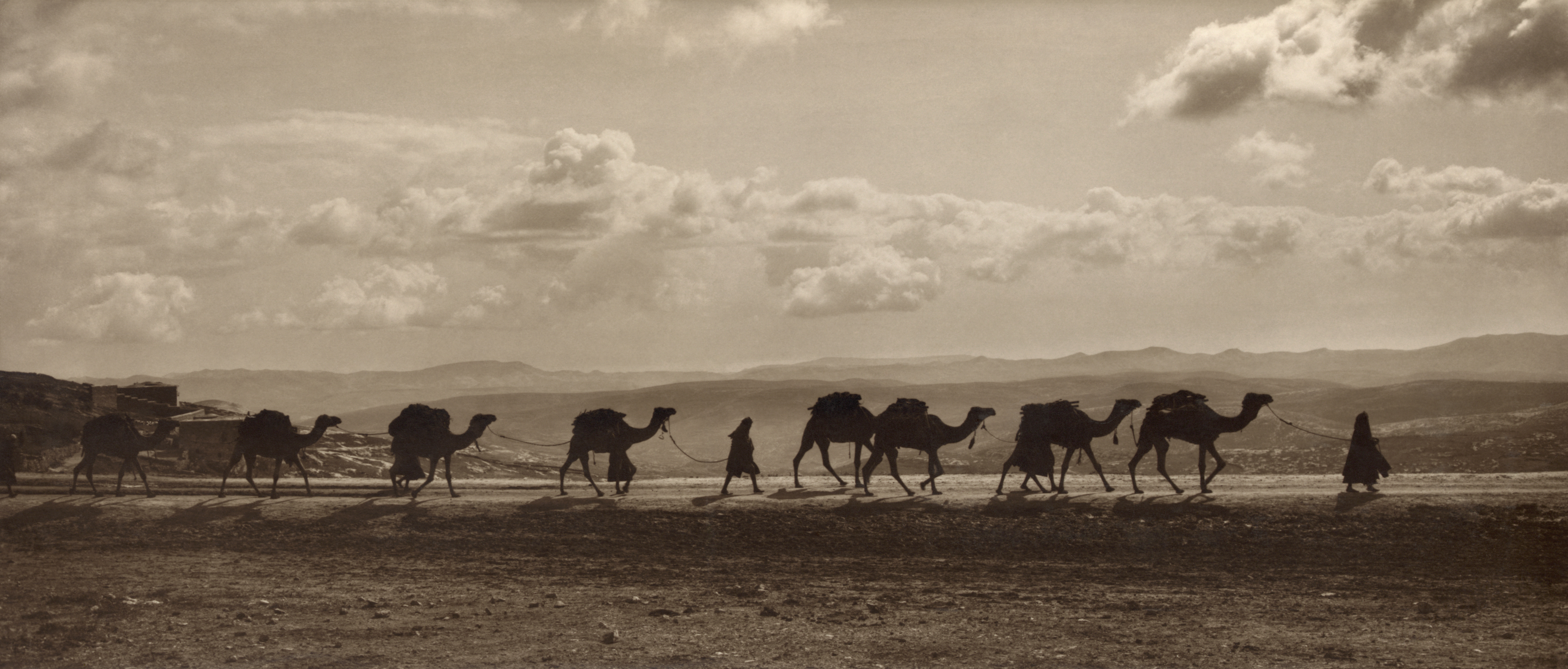

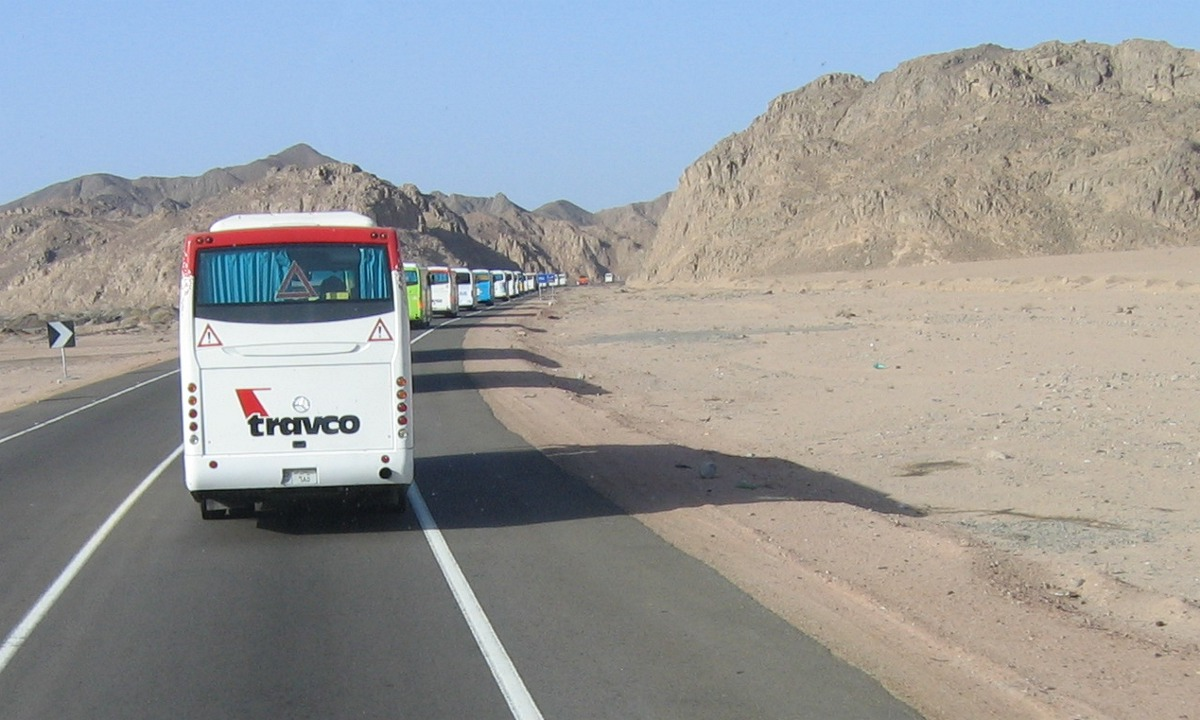
قافلة سياحية حديثة تتألف من حافلات.

القافلة هي مجموعة من الاٍبل محملة بالبضائع المتنوعة كالكتان والعطور والبهارات وقد تحمل بضاعة ثمينة كالذهب والأحجار الكريمة وتكون القافلة محروسة من قبل مجموعة من أفراد القبيلة.

## أسماء القوافل
- ريذجان هي القافلة التي تنقل شحنة تجارية
- لطيمة: هي القافلة التي تنقل العطر والمسك والحرير
- عسجدية هي القافلة التي تنقل الفضة والذهب